# Col de la Griffoul
Le col de la Griffoul (ou Grifoul) est un col de montagne du Massif central, à une trentaine de kilomètres à l'ouest de Saint-Flour, dans le département du Cantal en région Auvergne-Rhône-Alpes.

## Géographie
Le col de la Grifoul est le quatrième plus haut col routier du Cantal avec 1 336 m d'altitude, derrière le pas de Peyrol (1 588 m), le col de Prat-de-Bouc (1 396 m) et le Portus d'Auzenc (1 368 m). Cependant, le point culminant de cette route qui relie la vallée de Brezons à celle de l'Épie se situe un peu plus vers le nord-est à un col non nommé sur la carte IGN, d'une altitude de 1 368 m, ce qui explique l'altitude indiquée sur le panneau.

## Cyclisme
Ce col n'a jamais été emprunté par le Tour de France, mais constitue l'équivalent d'un col de deuxième catégorie par le biais du calcul de la cotation au carré de la moyenne. Il est cependant utilisé tous les ans en août par une course cycliste locale, l'Étape Sanfloraine.

## Tourisme
À partir du col, on peut accéder au buron de la Combe de la Saure, ouvert uniquement en période estivale. On peut également réaliser l’ascension du puy Gerbel (1 642 m) et admirer le paysage du cirque de Grandval.